# Gnadenkapelle (Altötting)

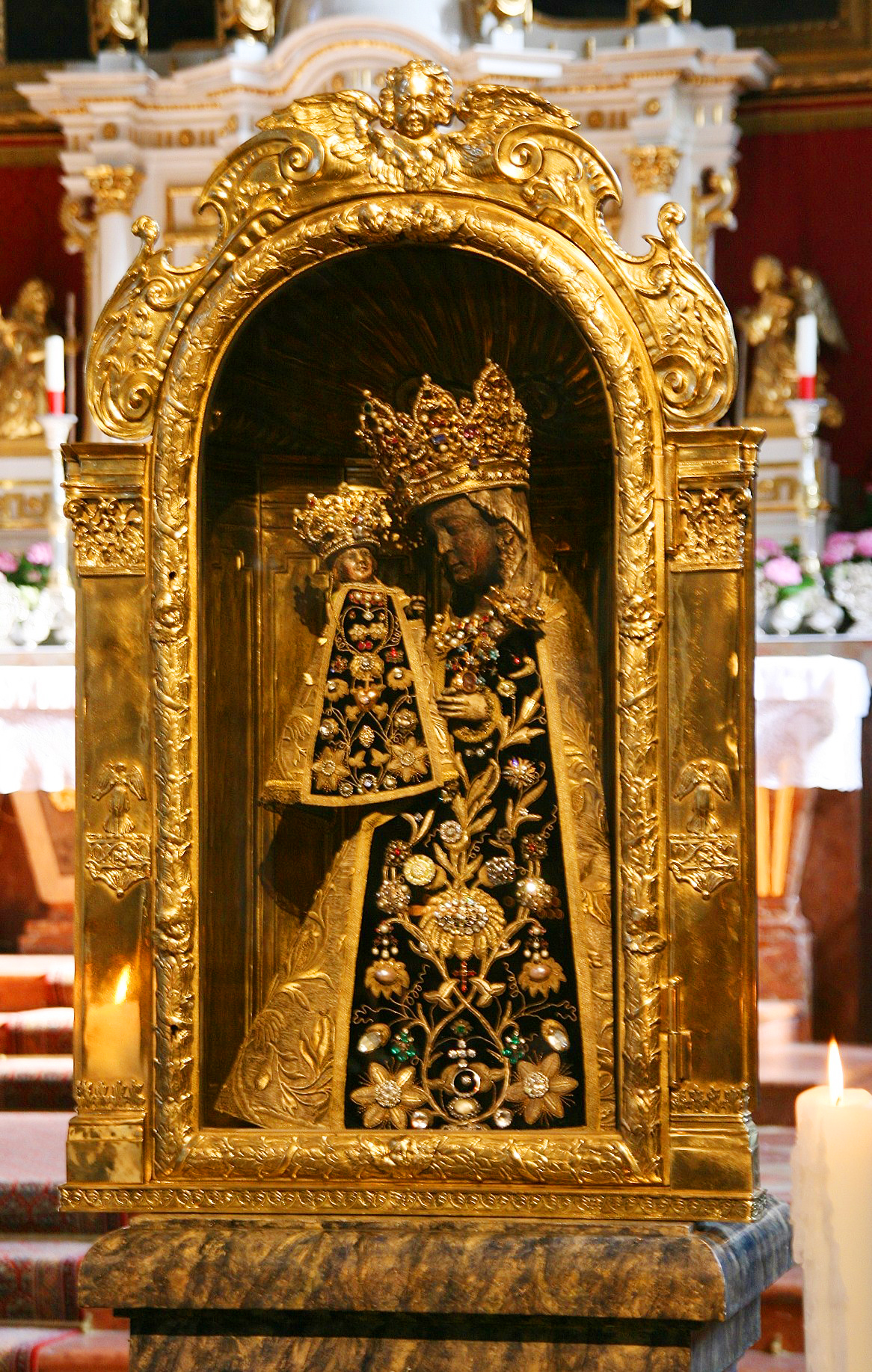
Czarna Madonna z Altötting

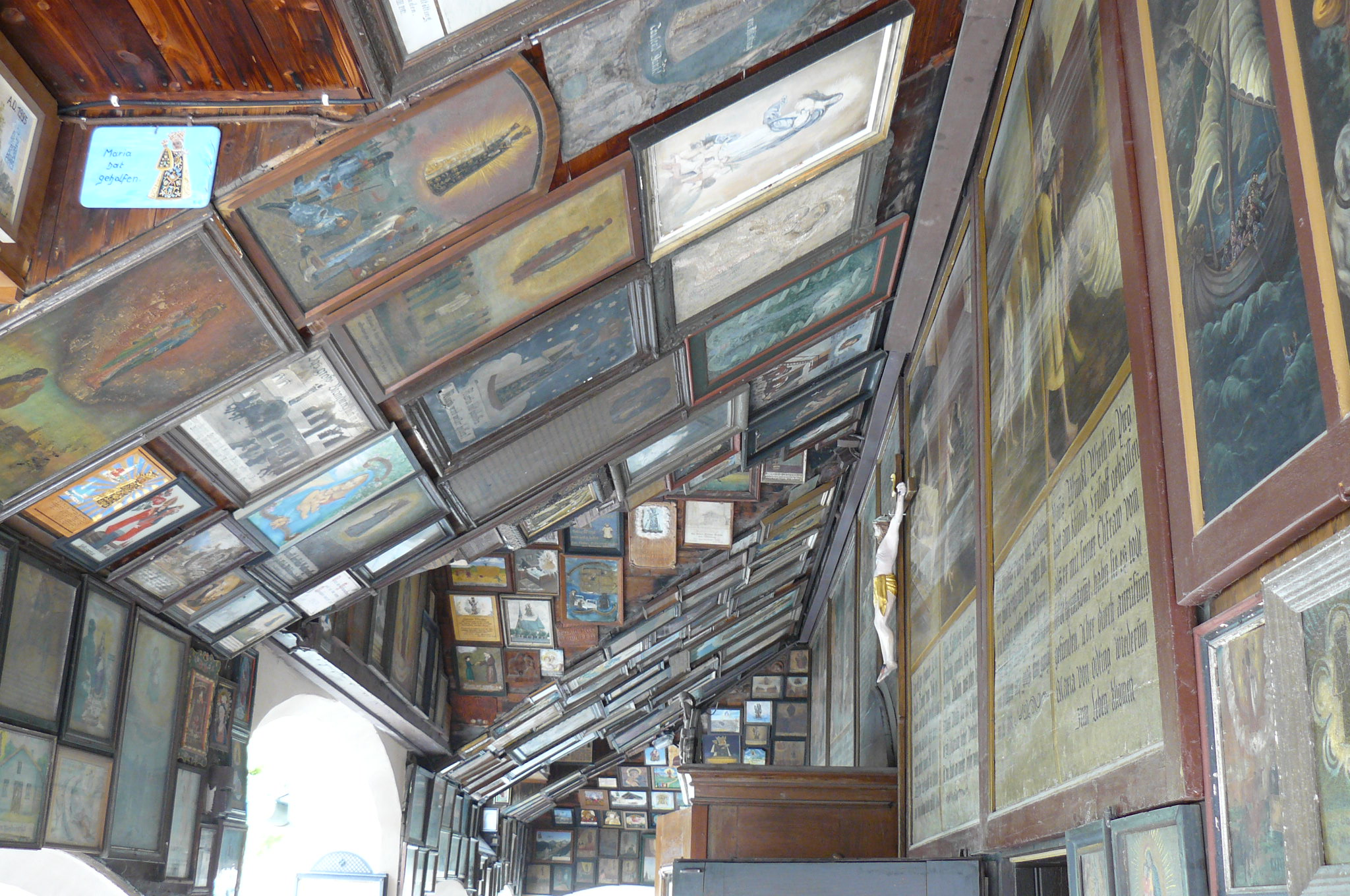
Obejście z obrazkami dziękczynnymi

Gnadenkapelle (także: Heillige-Kapelle) – kaplica Matki Boskiej stojąca na centralnym placu (Kapellplatz) w bawarskim sanktuarium Altötting.
Pierwotnie część kaplicy stanowiła baptysterium w karolińskim pałacu cesarskim (później pałacu książąt bawarskich). Obecnie jest centralnym punktem pielgrzymkowym sanktuarium maryjnego w Altötting, z uwagi na zlokalizowany wewnątrz posążek Czarnej Madonny. Według tradycji w 1489 matka złożyła przed nim ciało swojej trzyletniej córki, która utopiła się w pobliskiej rzece Inn. Dziewczynka ożyła, a wieść o cudzie została bardzo szybko rozpropagowana. Kaplica stała się z czasem zbyt mała – dobudowano więc prezbiterium i ganki obejściowe (podcienia). Obecnie całość jest obwieszona setkami, często bardzo starych, obrazków ukazujących cuda i uzdrowienia, m.in. po wypadkach, przestępstwach, czy chorobach. Wiele z nich epatuje ludowym realizmem. W kaplicy wisi także wiele wotów. Naprzeciw ołtarza z figurą Matki Bożej ustawiono bogato zdobione urny zawierające serca książąt bawarskich, którzy przekazali je w darze pośmiertnym Matce Boskiej.
Najważniejszymi świętami obchodzonymi w sanktuarium jest 15 sierpnia (Wniebowzięcie Najświętszej Maryi Panny) i Boże Ciało.